# مطار قونية
مطار قونية (بالتركية: Konya Havalimanı)‏ هو قاعدة جوية عسكرية ومطار عام في قونية، تركيا. يستخدم المطار أيضًا من قبل الناتو. تم افتتاح المطار للجمهور في عام 2000، ويقع المطار على بعد 18 كم من المدينة. في عام 2006، خدم مطار قونية 2924 طائرة و 262561 راكبًا. تغطي صالة الركاب في المطار مساحة 2650 م 2 وتتسع ل 278 سيارة.

## شركات الطيران
| شركـات طيـران         | الوجهات                                                                                                   |
| --------------------- | --- |
| الأناضول جت           | مطار صبيحة كوكجن الدولي موسمي: مطار كوبنهاغن                                                              |
| Corendon Airlines     | موسمي: مطار سخيبول أمستردام، مطار روتردام لاهاي                                                           |
| خطوط بيغاسوس          | مطار صبيحة كوكجن الدولي موسمي: مطار كوبنهاغن                                                              |
| صن إكسبريس            | مطار عدنان مندريس موسمي: مطار سخيبول أمستردام، مطار كوبنهاغن، مطار دوسلدورف الدولي، مطار ستوكهولم أرلاندا |
| الخطوط الجوية التركية | مطار إسطنبول الدولي                                                                                       |